# Халят Шаукат
Халят Шаукат (настоящее имя Фатима Тюркан Шаукат) (араб. فاطمة توركان شوكت‎; 18 марта 1930, Даръа, Французский мандат в Сирии и Ливане — 28 апреля 2007, Дамаск, Сирия) — сирийская актриса. Является из ведущих актрис сирийского и арабского кино XX века.

## Биография
Родилась 18 марта 1930 года в сирийском городе Даръа в сирийско-туркменской семье. 
Свою первую роль в кино получила в Египте, где играла вместе с Омаром Шарифом и Самией Гамаль в фильме 1959 года «Свидание с неизвестным». Также снималась вместе с другими известными египетскими актерами, такими как Салах Зульфикар, Махмуд Ясин и Надя Лютфи, например, ее роль с Салахом Зульфикаром в фильме 1973 года «Воспоминание о ночи любви» и ставшим известном в СССР фильме 1975 года «Виноватый». Вернувшись в Сирию, работала с многочисленными сирийскими режиссёрами и участвовала в нескольких пьесах, включая знаменитую пьесу Cheers Nation вместе с Дурайдом Лаххамом. На закате своей актерской карьеры снималась в многочисленных мыльных операх и радиопрограммах.
Халят Шаукат оставила значительный вклад в развитие сирийского театра и кинематографа. Ее работы продолжают вдохновлять молодых актеров и зрителей. 
Скончалась в 2007 году в возрасте 77 лет в Дамаске.

## Фильмография
- 1959 — Свидание с неизвестным / Mao'ed Maa' Al Majhoul
- 1960 — Моя страна и моя любовь / Watani wa hubbi
- 1969 — Газалан / Ghazalan
- 1973 — Память о ночи любви / Memory of a Night of Love[5]
- 1975 — Виноватый / Al kaateon
- 1981 — Аль-Кадисия / Al-Qadisiyya